# Emirat de Katagum
L'emirat de Katagum fou un emirat històric i ara un emirat tradicional de Nigèria, a l'estat de Bauchi, amb capital a Katagum, ciutat situada a la riba nord del riu Jamaare (un afluent del riu Hadejia). Katagum és el segon emirat més gran de l'estat de Bauchi, després de l'emirat de Bauchi, en termes de població i grandària; es compon de sis àrees del govern local de les vint que componen l'estat. Katagum és el centre de totes les activitats socials i polítiques a l'estat. L'emirat limita amb Borno al nord i l'est i a l'oest per Kano. El període més calorós a Katagum és al mes de març i abril, mentre que l'agost és el més fred. Els habitants són majoritàriament musulmans. El cristianisme també hi tenen una forta presència. Les principals llengües de comunicació són: haussa, fulani i kanuri igual que els principals cultius alimentaris i comercials són els fesols, cacauet, cotó, blat de moro, mill, yuca i blat de moro de guinea. Les terres de l'emirat són bones per a granges. La població és en gran part formada pels hausses, fulanis, beri-beri, karai-karai, lerewa i badawa per aquest ordre. Aquestes persones s'identifiquen fàcilment quan apareixen vestits amb la roba comú utilitzat pels homes vells com vestits-grans que flueixen amb pont intern i pantalons llargs amb gorres vermelles llargues amb turbants a joc, mentre que els joves van en caftans, camises de màniga llarga, pantalons llargs amb brodats i tapes 'Zanna'. Les dones simplement usen embolcalls llargs, bruses i un altre gran embolcall d'encobrir.
Segons la història islàmica, Katagum va ser fundada el 1830 per la família de Mallam Lawal, que va ser el pare del primer i segon emirs de Katagum; Mallam Bunni que la història diu va ser la primera persona a establir-se a la ciutat de Katagum després del seu pare Mallam Palawan havia mort a Yayu, poble prop de Chinade; Bunni era el germà gran del Mallam Zaki (Ibrahim Zakiyul Kalbi), que hauria estat el fundador de l'emirat vers 1809; Zaki era un guerrer de la gihad fulani (guerra santa), que el 1812 va assetjar i va destruir Ngazargamu (185 quilòmetres a l'est-nord-est), la capital del regne de Bornu. Després de la seva victòria, Malam Zaki (que va ser nomenat Sarkin ["rei de"] Bornu per Usman Dan Fodio, el líder de la gihad) va tornar al territori que havia conquerit abans (incloent el regne haussa de Shira) i va fundar la ciutat de Katagum el 1814.
Una altra versió de la història diu que Mallam Palawan es va instal·lar primer a Nafada a l'emirat de Gombe i més tard es va traslladar a Yayu on va donar a llum a un fill que més tard seria conegut per Zaki. Després de la mort del seu pare, Mallam Palawan va anar a Sokoto per complimentar al llavors famós clergue islàmic, Shehu Usman Dan Fodio i va rebre una bandera verda del seu càrrec d'emir el 1804 i va romandre allí fins a 1809 quan es va graduar de l'escola islàmica d'Usman Dan Fodio. Més tard es va traslladar a un poble anomenat Tashema, que és a uns nou quilòmetres de la present Katagum. Va regnar com emir entre 1807 i 1814 i quan va morir va ser succeït pel seu germà, Suleiman Adandaya que va regnar de 1814 a 1816. Segons la història, el tercer emir de Katagum fou Mallam Dankauwa que va ser considerat com un home molt poderós. Tenia uns 4.000 genets i 20.000 soldats amb els quals van lluitar a moltes guerres i va regnar entre 1816 i 1846. Va ser durant el seu període en el qual els pastors fulani van emigrar a l'emirat des de diferents parts de la regió del Nord.
Per 1824, quan els exploradors escocesos Hugh Clapperton i Walter Oudney van visitar Katagum, la ciutat tenia dues parets circumdants (6 metres d'altura, amb una base de 10 peus i amb quatre portes), una mesquita al centre, i un comerç considerable, utilitzant petxines per a moneda. Oudney va morir a Katagum i va ser enterrat a Murmur, un assentament més enllà de la porta sud.
Bornu va reconquerir gran part del seu antic territori (incloent l'emirat de Katagum) als fulanis en la dècada de 1820 i, per ajudar a la població local haussa, va obligar a l'evacuació de la ciutat Katagum el 1826; però les seves forces d'ètnia kanuri van ser derrotades (1826) a Fake (90 milles a l'oest-sud-oest) per una expedició conjunta dirigida per Mallam Dan Kauwa, emir de Katagum, i per Yakubu, emir de Bauchi, un altre emirat més al sud. L'emirat de Katagum, per tant, va veure restaurat el govern fulani i en els següents anys va prosperar tot i que es va debilitar força a la segona meitat del segle per les guerres amb Amīr Buhari, emir de la propera Hadejia, en la dècada de 1850.
Després de Dan Kauwa va seguir Mallam Abdurrahman que va ocupar el tron entre 1846 i 1851 i quan es va unir als seus avantpassats va ser igualment succeït per Mallam Abdulkadir que va regnar de 1851 a 1868. Quan Abdulkadir va morir el 1868, va ser succeït per Mohammed Hajiji que va ocupar el tron entre 1868 i 1896 i durant el regnat del qual es va veure el primer vehicle de motor a Azare. El darrer emir independent fou Abdulkadir II (1996-1905).
Després de la caiguda de la ciutat de Kano (130 milles a l'oest) a mans dels britànics el 1903, l'emirat es va convertir en part de la província de Katagum (per una divisió de la província de Kano el 1905).
Abdulkadir III (1909-1947) va traslladar la capital de Katagum a Azare, a partir del 1910 i el 1916 la seu de l'emirat va ser traslladada definitivament a Azare (43 milles al sud-sud-oest). L'emirat es va convertir en part de la província de Bauchi el 1926.
En el segle XX es van posar en valor llocs històrics com les pintures de Shira fetes pels primers pobladors de la zona; la tomba de Mallam Palawan el pare de Mallam Zaki el fundador de Katagum que està situada a Yayu al districte de Chinade; les muralles de defensa a la ciutat de Katagum, o la tomba de Mallam Zaki, que està situada fora d'aquestes muralles. Muhammadu Kabir Umar, l'11è emir de Katagum va néixer el 1934 i va rebre la seva educació a l'Escola Secundària de Bauchi entre 1948 i 1949 després va anar al llavors anomenat Clerical Training College i a la Universitat Ahmadu Bello (ABU) de Zaria (Nigèria), on va estudiar administració del govern local entre 1950 i 1951. Més tard es va traslladar al Regne Unit per a un altre curs en l'administració del govern local. També va assistir a nombrosos cursos i seminaris dins i fora de Nigèria tots sobre govern local i administració. Abans de ser seleccionar com emir havia ocupat diversos oficis com autoritat nativa a l'Oficina Central a Azare el 1949 i després havia estat nomenat com a Cap del Districte de Sakwa entre 1952 i 1957 per convertir-se en el cap del Districte de Katagum el 1955; el 1966 fou conseller de Recursos Naturals i després va ser traslladat a Shira com a Cap de Districte. També va ser Ministre d'Estat, Oficial del Primer Ministre a l'Estat de Kaduna (1957-1960), Ministre de l'Interior de la regió del nord de Nigèria (1960-1966); abans havia estat elegit a la Cambra de l'Assemblea del Nord (1952-1966) i durant aquest període va ser nomenat secretari parlamentari del Ministeri de Terres i Cadastre el 1957. Entre 1976 i 1978 va ser el president de la Bauchi State Housing Corporation. En el mateix any, va ser nomenat president del Consell d'Estat de Desenvolupament de Bauchi, President de la Junta del Consell de Govern del Col·legi d'Estudis Jurídics islàmics a Misau (1986-2001). També va ser en diferents moments, el Pro-Rector del Consell Provisional de la Universitat Federal de Tecnologia a Yola; Canceller de la Universitat d'Agricultura a Abeokuta i el canceller de la Universitat de Calabar des de 1986.
La majoria dels habitants de la zona són musulmans i membres de les ètnies fulani, kanuri, haussa, mangawa, bedde, karekare, ngizim, shirawa o teshenawa. Conreen cacauets (maní), sorgo, mill, arròs (especialment en els fadamas fluvials ["planes humides"]), caupí, cotó, anyil, i la goma àrab i crien bestiar, cabres, ovelles, i ases.

## Llista d'emirs
- 1807 - 1814 Malam Ibrahim Zakiyu al-Kalbi dan Muhammadu Lawan (Malam Zaki)
- 1814 - 1816 Sulaymanu dan Muhammadu Lawan "Liman Adandaya"
- 1816 - 1846 Muhammadu I dan Kauwa dan Muhammadu Bunni
- 1846 - 1851 Abd ar-Rahman dan Ibrahim Zakiyu al-Kalbi
- 1851 - 1868 Abd al-Qadiri I dan Muhammadu Dan Kauwa
- 1868 - 1896 Muhamman Hajji dan Muhammadu Dan Kauwa
- 1896 - 1905 Abd al-Qadiri II dan Muhamman Hajji
- 1905 - 1909 Muhammadu II dan Abd al-Qadiri
- 1909 - 1947 Abd al-Qadiri III dan Muhammadu
- 1947 - 1980 Umaru Faruqu dan Abd al-Qadiri
- 1980 - Muhammadu III Kabir Umar